# Іванбеговина
Іванбеговина (хорв. Ivanbegovina) — населений пункт у Хорватії, у Сплітсько-Далматинській жупанії у складі громади Подбаблє.

## Населення
Населення за даними перепису 2011 року становило 268 осіб.
Динаміка чисельності населення поселення:

## Клімат
Середня річна температура становить 11,92 °C, середня максимальна – 26,05 °C, а середня мінімальна – -2,41 °C. Середня річна кількість опадів – 931 мм.
| Клімат поселення                              | Клімат поселення | Клімат поселення | Клімат поселення | Клімат поселення | Клімат поселення | Клімат поселення | Клімат поселення | Клімат поселення | Клімат поселення | Клімат поселення | Клімат поселення | Клімат поселення | Клімат поселення |
| Показник                                      | Січ.             | Лют.             | Бер.             | Квіт.            | Трав.            | Черв.            | Лип.             | Серп.            | Вер.             | Жовт.            | Лист.            | Груд.            |                  |
| Середній максимум, °C                         | 7,84             | 8,28             | 11,84            | 15,82            | 20,52            | 24,44            | 26,05            | 25,94            | 21,09            | 16,63            | 11,50            | 8,52             |                  |
| Середня температура, °C                       | 2,70             | 3,15             | 6,73             | 10,69            | 15,40            | 19,31            | 21,94            | 21,81            | 16,96            | 12,52            | 7,37             | 4,40             |                  |
| Середній мінімум, °C                          | −2,41            | −1,98            | 1,60             | 5,57             | 10,27            | 14,20            | 17,82            | 17,72            | 12,84            | 8,41             | 3,25             | 0,28             |                  |
| Норма опадів, мм                              | 80               | 72               | 74               | 79               | 63               | 61               | 42               | 55               | 77               | 104              | 121              | 103              |                  |
| Середньомісячна швидкість вітру, м/с          | 2.74             | 3.14             | 3.22             | 2.98             | 2.65             | 2.38             | 2.36             | 2.23             | 2.48             | 2.58             | 3.11             | 3.19             |                  |
| Середньомісячна сонячна радіація, кДж/м²·день | 5590             | 8247             | 11936            | 16115            | 19810            | 22533            | 24251            | 21486            | 16111            | 10500            | 6092             | 4752             |                  |
| --------------------------------------------- | ---------------- | ---------------- | ---------------- | ---------------- | ---------------- | ---------------- | ---------------- | ---------------- | ---------------- | ---------------- | ---------------- | ---------------- | ---------------- |
| Джерело:                                      |                  |                  |                  |                  |                  |                  |                  |                  |                  |                  |                  |                  |                  |